# Kilyana dougcooki
Kilyana dougcooki là một loài nhện trong họ Zoropsidae.
Loài này thuộc chi Kilyana. Kilyana dougcooki được Raven & Stumkat miêu tả năm 2005.